# ترورو، استرالیایی جنوبی
ترورو (به انگلیسی: Truro) یک شهرک در استرالیا است که در استرالیای جنوبی واقع شده‌است.